# 永瀬隼介
永瀬 隼介（ながせ しゅんすけ、1960年2月2日 - ）は、日本の小説家。鹿児島県出身。國學院大學経済学部卒業。

## 経歴
國學院大學卒業後、一般企業勤務を経て、『週刊新潮』（新潮社）の記者へ。1999年、フリーとなり、ノンフィクションライターとして本名の祝 康成（いわい やすなり）名義で活動。
2000年より、永瀬隼介名義で作家活動を開始し、『サイレント・ボーダー』で小説家デビュー。
國學院大學在学中に、極真会館総本部で空手を習得。178cmの長身を活かした足技が得意。
2013年、『帝の毒薬』で第66回日本推理作家協会賞（長編および連作短編集部門）の候補作になる。

## 著書

### ノンフィクション
- 19歳の結末 一家4人惨殺事件（2000年9月 新潮社） - 祝康成名義
  - 【改題】19歳―一家四人惨殺犯の告白（2004年8月 角川文庫）
    - 市川一家4人殺害事件（1992年に発生）の犯人である少年死刑囚（事件当時19歳：2017年に死刑執行）との面会・往復書簡など
- 真相はこれだ!―不可思議8大事件の核心を撃つ（2001年10月 新潮社） - 祝康成名義
  - 【改題】真相はこれだ!「昭和」8大事件を撃つ（2004年3月 新潮文庫） - 祝康成名義
    - 【再改題】疑惑の真相 「昭和」8大事件を追う（2010年5月 角川文庫）
      - 美智子皇后失声症、三億円事件、丸山ワクチン認可問題、美空ひばり紅白辞退、成田空港、和田心臓移植事件、なだしお事件、アントニオ猪木対モハメド・アリの8つの事件の真相を追究
- 黒龍江省から来た女（2008年3月 新潮社）
  - 中国出身の女が日本人の夫に大量のインスリンを注射して殺害しようとした事件

### 小説

#### 古城辰郎シリーズ
- 天涯の蒼（2004年10月 実業之日本社 / 2006年12月 ジョイ・ノベルス / 2009年3月 角川文庫）
- 去りゆく者への祈り（2006年7月 実業之日本社 / 2009年10月 角川文庫）

#### シリーズ外
- サイレントボーダー（2000年3月 文藝春秋 / 2005年2月 文春文庫）
- アッシュロード（2002年2月 双葉社 / 2004年4月 双葉文庫）
- デッドウォーター（2002年3月 文藝春秋 / 2008年7月 文春文庫）
- 永遠の咎（2003年2月 光文社 / 2005年9月 光文社文庫）
- 閃光（2003年5月 角川書店 / 2006年5月 角川文庫）
- ポリスマン（2003年12月 幻冬舎 / 2006年10月 幻冬舎文庫）
- Dōjō―道場（2004年7月 文藝春秋 / 2007年2月 文春文庫）
- わたしが愛した愚か者 Dōjō―道場2（2005年10月 文藝春秋）
- 踊る天使（2006年5月 中央公論新社 / 2009年1月 中公文庫）
- 誓いの夏から（2007年2月 光文社 / 2009年2月 光文社文庫）
- 退職刑事（2007年8月 文藝春秋 / 2010年1月 文春文庫）
- 嘘（2008年3月 ポプラ社）
  - 【改題】嘘と少年（2011年8月 ポプラ文庫）
- 灼夜（2008年8月 角川書店 / 2011年8月 角川文庫）
- 無人地帯（ノーマンズランド）（2008年9月 徳間書店）
  - 【改題】ノーマンズブランド―無人地帯（2010年7月 徳間文庫【上・下】）
- 完黙（2009年10月 実業之日本社 / 2012年12月 実業之日本社文庫）
- 罪と罰の果てに（2009年11月 光文社）
- 越境（2010年3月 徳間書店）
  - 【改題】きみに銃は似合わない（2013年8月 徳間文庫）
- 狙撃 地下捜査官（2010年5月 角川書店 / 2013年9月 角川文庫）
- 刑事の骨（2011年6月 文藝春秋 / 2013年10月 文春文庫）
- 帝の毒薬（2012年3月 朝日新聞出版）
- 三日間の相棒（2013年2月 中央公論新社）
- カミカゼ（2012年6月 幻冬舎）
- 白い疵 英雄の死（2013年9月 さくら舎）
- 12月の向日葵（2014年4月 新潮社）
- わたしが殺した男（2014年8月 中央公論新社）

#### アンソロジー
「」内が永瀬隼介の作品
- 鼓動―警察小説競作（2006年1月 新潮文庫）「ロシアン・トラップ」
- ザ・ベスト・ミステリーズ 2010 推理小説年鑑（2010年7月 講談社）「師匠」
  - 【分冊・改題】BORDER 善と悪の境界 ミステリー傑作選（2013年11月 講談社文庫）
- ザ・ベストミステリーズ2016 推理小説年鑑（2016年5月 講談社）「凄腕」

## 映像化作品
- ロストクライム -閃光-（2010年7月3日公開、配給：角川映画、監督：伊藤俊也、主演：渡辺大・奥田瑛二、原作：閃光）
- 狙撃（2016年10月2日、日曜21:00-23:10 テレビ朝日系列にて放映、主演：尾野真千子、原作：狙撃 地下捜査官）[2]。